# Arturo Vella
Arturo Vella (Caltagirone, 12 febbraio 1886 – Roma, 31 luglio 1943) è stato un politico e antifascista italiano.

## Biografia
Nato nel 1886, si trasferì in giovane età a Roma, dove fu eletto consigliere comunale per il Partito Socialista Italiano. Fece parte della Massoneria. 
Fu attivo nella propaganda antimilitarista, e per questo venne condannato a sette anni di carcere. Rilasciato per amnistia dopo 14 mesi, fu vicesegretario del PSI dal 1912 al 1919 al fianco di Costantino Lazzari e, dal 22 marzo all'11 ottobre 1919, sostituì di fatto lo stesso Lazzari, all'epoca in carcere, alla guida del partito. Fondò, nello stesso periodo, la Federazione giovanile. Deputato per tre legislature, fu più volte vittima di aggressioni squadristiche, che lo costrinsero nel 1924 a subire il "bando di divieto di circolare nella città di Bari".
In vista delle elezioni politiche del 15 maggio 1921, prese a girare l'Italia per la campagna elettorale, all'arrivo nella stazione di Barletta, 16 aprile, le squadre fasciste mobilitate si radunarono in stazione e, nonostante il forte contingente di carabinieri, presero a bastonate l'onorevole socialista mentre cercava di farsi largo tra la folla. Dopo aver sottratto il politico "all'ira popolare". Si formò un corteo "al canto di inni patriottici mentre dalle finestre veniva esposto il tricolore”. Subito dopo gli squadristi si scatenarono per le vie cittadine incendiando e saccheggiando la sede della lega contadina, il circolo dei mutilati e invalidi di guerra, la cooperativa Rinascente, il circolo ferroviario e il circolo dei piccoli proprietari il Fascio operaio; in ultimo tentarono la conquista del municipio, ma vennero momentaneamente respinti dalla forza pubblica appena intervenuta. Venne intimato al sindaco Antonio Violante di firmare una dichiarazione di dimissioni. 
Rispetto ad altre azioni squadriste, quella di Barletta fu coordinata dai Fasci dei centri più importanti della provincia, radunatisi per dar manforte ai camerati locali. Per tre giorni le squadre di Canosa, Minervino, Spinazzola, Cerignola ed Andria, spadroneggiarono e terrorizzarono la cittadinanza nella più completa impunità; solo il 18 aprile vennero allontanati dalle autorità di PS. Per il brutale pestaggio, l'onorevole Vella venne trasportato a Bari nell'albergo "Leon d'Oro", dove pochi giorni dopo ricevette la visita indesiderata di Giuseppe Caradonna, noto ras cerignolano, di Araldo Dicrollalanza, capo del fascismo barese, e dell'avvocato Limongelli del Fascio di Minervino. Costoro invitarono il ferito ad allontanarsi immediatamente da Bari e, a quanto pare, dinanzi al disappunto del parlamentare, il Caradonna replicò “di dispiacersi solo che non gli fosse stata tirata una revolverata, ritenendo questo mezzo l’unico necessario contro i nemici della patria”. 
Di nuovo arrestato nel 1943, morì poco dopo la scarcerazione.